# Marmota de Kamtxatka
La marmota de Kamtxatka (Marmota camtschatica) és una espècie de rosegador de la família dels esciúrids. Viu a parts de Sakhà i l'Extrem Orient Rus. S'alimenta d'una gran varietat de plantes, que a vegades complementa amb animals. El seu hàbitat natural és la tundra àrtica i els prats de baixa muntanya. Hiberna entre el setembre/octubre i el maig. Està amenaçada per un nivell insostenible de caça i, possiblement, per la degradació del seu entorn natural a causa de la pastura del bestiar.